# 三国志II 霸王的大陆
《三国志II 霸王的大陆》（日語：三国志II 覇王の大陸）是一款由南梦宫公司在1992年于红白机平台上发行的历史战略模拟游戏。 本游戏全面超过了其前作《三国志 中原的霸者》。该游戏在中国受到广泛欢迎，是游戏玩家公认的战略模拟类优秀作品。与光荣公司所出的三国系列的不同之处在于这款游戏只有一个剧本，由189年开始，人物出场的时间和真实历史有一定的差距。同时该游戏存在许多有趣的BUG和秘密，使许多三国类游戏爱好者乐此不疲。
游戏的开发商是东星软件负责的，音乐则是曾亲自谱写了《七龍珠Z外傳 賽亞人滅絕計畫》（1993年）的音乐的天岸真志担当的。后来的PS1版本的《南梦宫精选集1》（1998年）中收录了这套音乐的重混音版本。
在1998年PlayStation平台推出的南梦宫精選集，《霸王的大陸》復刻版收錄其中。
在2002年，两名中国大陆游戏爱好人士把这款游戏进行了汉化。

## 游戏系统
《霸王的大陆》采用了指令牌游戏系统，君主拥有城数越多，每月可以发布指令的令牌越多。在只有一座城的情况下每月只可以做三件事，不过诸如任命太守之类的日常工作无须消耗令牌数。搜索武将主要取决于君主的德行，德行值越高越容易让武将加入旗下。游戏中还首创了以人望值决定行动力的概念。外交策略共 有三项，分别为同盟、离间和拉拢。同盟是与其它国家签定互不侵犯條約，离间用来降低敌方武将的忠诚度，拉拢即将对方武将拉至麾下。游戏最大的亮点还是在于 其战争系统，阵型的设定和重大作用让战争过程充满策略性。
与FC上多数游戏相比，《霸王的大陆》虽然没有什么动作和情节的乐趣，却有着无数可以钻研的地方。在中国很多玩家也就是从《霸王的大陆》开始接触文字游戏的。1998年南梦宫还推出了这款游戏的PS复刻版。

## 其他机种版
| No. | 标题          | 发售时间               | 对应机种                                                                  | 开发商 | 发行商 | 媒介                    | 型式       | 参考                   | 出处              |
| --- | ------------- | ---------------------- | ------------------------------------------------------------------------- | ------ | ------ | ----------------------- | ---------- | ---------------------- | ----------------- |
| 1   | 南梦宫精选集1 | - 日本：1998年6月4日   | PlayStation                                                               | 东星   | 南梦宫 | CD-ROM                  | SLPS-01220 | 分别收录了原版和增强版 |                   |
| 2   | 南梦宫精选集1 | - 日本：2013年12月18日 | PlayStation 3 PlayStation Portable PlayStation Vita (PlayStation Network) | 东星   | 南梦宫 | 数字下载 （游戏档案馆） | -          | 分别收录了原版和增强版 | [ 2 ] [ 3 ] [ 4 ] |

PlayStation版
- 所谓增强版，指的是大量增加了武将种类的版本。此外，孫策变成了孙坚，另外还添加了陶謙、公孫瓚、袁術、劉焉、劉表、劉繇等的君主。

## 制作成员
- 协调：くれいじーホース、きだんしゃ、ラーファス
- 程序：M・Y・ハマー、こうちゃん
- 人设：あきちゃん、IC・ひですけちゃん
- 音乐：あまにしばんじろう（天岸真志）
- 导演：ひで

## 评价
| 媒体                     | 得分      |
| ------------------------ | --------- |
| Fami通                   | 29/40点   |
| Family Computer Magazine | 19.9/30点 |

发售于1992年的《三国志II 霸王的大陆》是FC行将就木之时的最后大作，这款游戏由东星代理开发，无论在上手性和可玩性方面该作都要远远高于同时期的三国SLG游戏。
虽然本作最初进入中国时是日文版游戏，却依然有大批玩家乐此不疲。由于前作并未引进中国，《三国志II 霸王的大陆》就成了中国不少三国玩家的启蒙游戏。
此外，在日本方面，游戏杂志《Fami通》的“Fami通评分”是：7・8・8・6，合计29点（满40点），《Family Computer Magazine》的读者投票栏目《游戏通信簿》中给出了19.9点（満30点）的评价。
| 項目 | 角色 | 音乐 | 值得买度 | 操作性 | 热度 | 原创性 | 综合 |
| 得点 | 3.3  | 3.3  | 3.3      | 3.3    | 3.6  | 3.1    | 19.9 |

## 相关出版物
攻略本
- 《三国志II 覇王的大陸 必胜攻略法》 双葉社 定价650日元
- 《南梦宫精选集1 Perfect Guide》 CB's PROJECT著、リクルート出版社（ISBN:4-88991-645-8）、1999年3月、159页